# Белый джихад

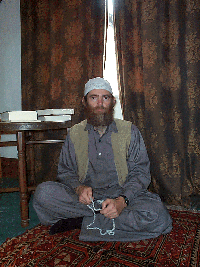
Дэвид Мьятт, один из главных теоретиков белого джихада

Белый джихад — политический неологизм, принятие сторонниками превосходства «белой расы» методов, нарративов и эстетики джихада.
Белый джихад активно пропагандируется такими группами, как «Орден девяти углов», британское «Национальное действие» и «Atomwaffen Division». Ряд лиц, находящихся под влиянием белого джихада, были замешаны в запланированных террористических атаках в период с 2020 по 2021 год

## Характеристика
Белый джихад представляет собой форму смешанного экстремизма, в котором вктивисты движения за превосходство «белой расы» используют джихадистские идеи, методы, нарративы и пропаганду для продвижения своих идеалов и совершения террористических атак. По мнению учёных Ариэля Коха, Карин Нахон и Ассафа Могадама, белый джихад представляет собой «явную и реальную опасность». Они прослеживают исторические корни белого джихада в отношениях между Адольфом Гитлером и Амином аль-Хусейни во время Второй мировой войны, а также в идеалах расового сепаратизма, разделяемых Джорджем Линкольном Рокуэллом и Малкольмом Икс.
Белый супремасизм и джихадизм сходятся на антисемитизме, антиамериканизме и оппозиции либеральной демократии и используют схожие пропагандистские нарративы. Некоторые активисты движения за превосходство «белой расы» романтизируют джихад и исламистский терроризм, в то время как интернет-сообщество джихадистов «Islamogram» перенимает элементы пропаганды у неонацистов и альтернативных правых. В 2010-х годах методы атак, обычно ассоциируемые с джихадистским терроризмом, начали пропагандироваться и применяться сторонниками превосходства «белой расы», например, атаки смертников и атаки с использованием автомобилей. Так, член неонацистской группировки «Aryan Strikeforce» планировал совершить теракт с использованием пояса смертника против антифашистов, а член французской организации «Generation Identity» высказал идею использования своего автомобиля для совершения теракта в стиле джихадистов. Среди сторонников превосходства «белой расы» также получило распространение понятие «шахид», при этом неофашистские акселерационисты открыто пропагандировали идею «святых», аналогичную понятию мученика в джихадизме.

## Белый шариат
Аналогично джихадистам, призывающим к установлению законов шариата, сторонники превосходства «белой расы» призывают к учреждению «белому шариату». Первоначально этот мем появился в 2016 году. Белый шариат представляет собой концепцию, разработанную неонацистскими, белыми националистическими и белыми супермасистскими группами, включая сайт The Daily Stormer и блогера Сакко Вандала, с целью пропаганды белого патриархата и противодействия тому, что они называют «социалистической женской гипергамией», которая, по их мнению, угрожает «белой расе». Подразумевается господство «белых» мужчин над женщинами, а также контроль над сексуальностью, репродукцией и повседневной жизнью женщин, возврат к крайней форме патриархата в рамках белого этногосударства, что основано на искажённом толковании исламского шариата. Белый шариат сочетает в себе страх перед тем, что «белые» мужчины теряют контроль над «белыми» женщинами, со страхом перед исламом и перед «небелыми» мужчинами. Это понятие вызывает противодействие со стороны некоторых лиц и организаций в среде белых националистов, поскольку его сторонники черпают вдохновение из «исламского мира».

## Группы, пропагандирующие белый джихад

Логотип «Atomwaffen Division»

В 2000-х годах неонацистская организация «Арийские нации» выразила свою поддержку джихадистскому терроризму, а также призвала к «арийскому джихаду» против «иудейской тиранической системы». С 2015 года неонацистские террористические группировки «Национальное действие» и «Atomwaffen Division» пропагандируют белый джихад, заимствуя символы, терминологию и методы исламского экстремизма. «Национальное действие» связано с атаками, мотивированными белым джихадом, такими как нападение на сикха в 2015 году в Соединённом Королевстве. Во Франции под влиянием пропаганды «Atomwaffen Division» и «Аль-Каиды» двое радикально настроенных молодых людей, колеблющихся между джихадизмом и неонацизмом, планировали теракты в период с 2020 по 2021 год, пока не были арестовали. В Соединённых Штатах человек, действующий на платформах, связанных с «Исламским государством» и сторонниками превосходства «белой расы», планировал атаки в 2017 году. Согласно статье, опубликованной в бельгийской ежедневной газете L-Post, одной из важнейших групп, пропагандирующих белый джихад, является «Feuerkrieg», основанная в 2020 году несовершеннолетним эстонцем. В 2021 году несовершеннолетний британец, являющийся членом этой группировки, был арестован за совершение террористического акта. Он стал самым молодым человеком, арестованным за это преступление в Соединенном Королевстве.
Важную роль в продвижении идеи белого джихада сыграл сатанистская неонацистская группировка «Орден девяти углов» (O9A). Её идеолог Дэвид Мьятт пытался синтезировать крайне правые идеи с исламом, призывая к джихаду против евреев и американцев. Однако, по словам академика Якоба Кристиансена Сенхолта, для Мьятта неонацистские и исламистские идеологии являются лишь способом подорвать радикальный активизм для служения его сатанинским планам. В июне 2020 года американский солдат был обвинён в передаче конфиденциальной информации группе, вдохновлённой O9A, с целью её передачи членам Hurras al-Din. O9A служила вдовновением для «Atomwaffen Division».